# Маты (приток Сюни)
Маты — река в России, течёт по территории Илишевского, Чекмагушевского и Бакалинского районов Башкортостана. Длина реки составляет 46 км, площадь водосборного бассейна 688 км².
Исток находится восточнее села Старокуручево Бакалинского района Башкортостана. Устье реки находится в 102 км по правому берегу реки Сюнь.
Система водного объекта: Сюнь → Белая → Нижнекамское водохранилище → Кама → Волга → Каспийское море.

## Данные водного реестра
По данным государственного водного реестра России относится к Камскому бассейновому округу, водохозяйственный участок реки — Белая от города Бирск и до устья, речной подбассейн реки — Белая. Речной бассейн реки — Кама.
Код объекта в государственном водном реестре — 10010201612111100026657.